# Boken

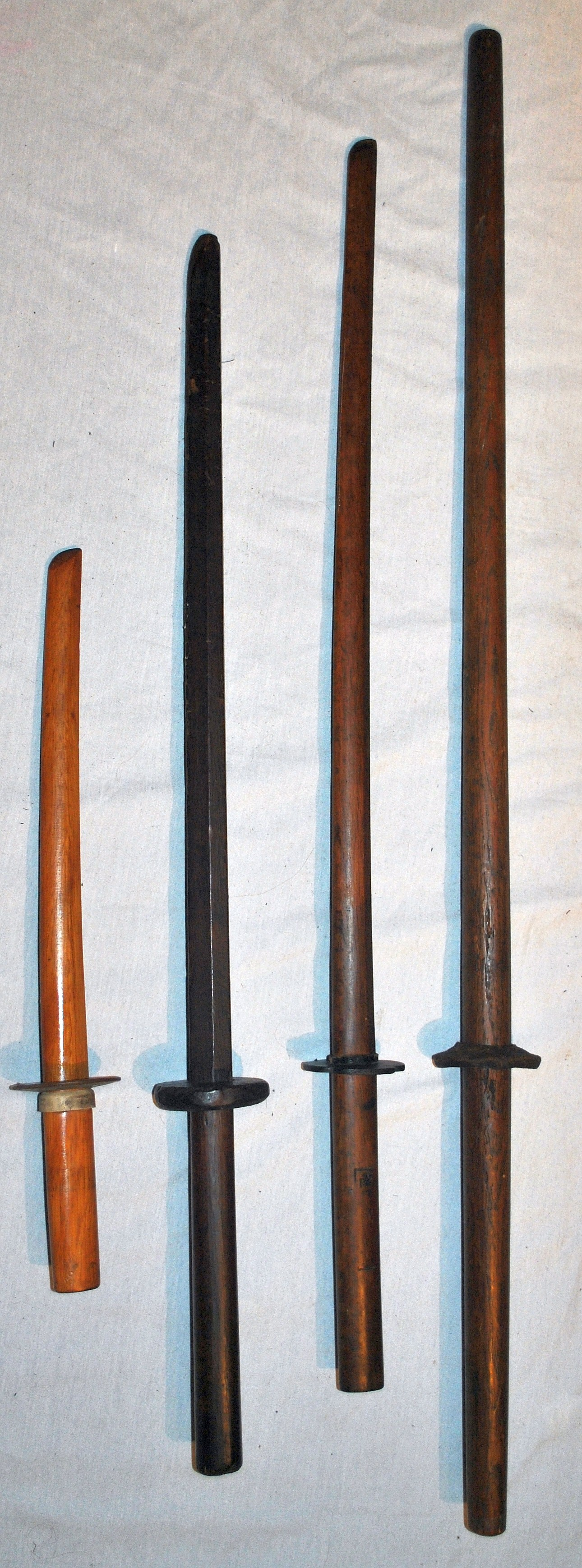
Boku

Een boken of bokken (木剣, bok(u), "hout", en ken, "zwaard") is de Japanse benaming voor een houten oefenzwaard. In Japan wordt vooral de naam bokutō (木刀, "houten zwaard") gebruikt.
Tegenwoordig wordt het gebruikt bij diverse vechtkunsten, zoals kenjutsu, Iaido, kendo en Aikido.

## Geschiedenis
Bokken zijn even oud als Japanse zwaarden, en werden gebruikt bij de training van krijgers. Miyamoto Musashi, een legendarische kenjutsu meester, was berucht om het vechten tegen volledig bewapende tegenstanders met slechts één of twee bokken. Hiermee wist hij zelfs enkele zwaardmeesters te verslaan.

## Heden ten dage
Bokken worden nog steeds gebruikt, onder andere bij jodo, ninjutsu, kenjutsu, kendo en aikido. Tegenwoordig zijn bokken in allerlei soorten verkrijgbaar, met saya, zonder saya, hout en kunststof. Een bokken is zeer persoonlijk. Het balanspunt en de stabiliteit zijn twee belangrijke selectiepunten bij de aanschaf van een bokken.

## Korea
In de Koreaanse vechtkunsten, zoals kumdo, wordt dit wapen mokgeom (목검) genoemd. In het hanja is de spelling van het woorden mokgeom en boken vrijwel gelijk. Het Japanse karakter voor ken is een gesimplificeerde vorm. Mok (hanja: 木) betekent hout, geom (hanja: 劍) betekent zwaard.